# Irish Queer Archive
O Irish Queer Archive (IQA) (em irlandês Cartlann Aerach na hÉireann) é uma colecção de material relacionado com a homossexualidade, literatura LGBT e os estudos queer em geral em Irlanda.
O arquivo foi criado pela Irish National Gay and Lesbian Federation (Federação nacional gay e lésbica irlandesa; NLGF) em 1979. Desde então, o arquivo tem sido mantido por um pequeno grupo de encarregados, incluindo aos ativistas LGBT Tonie Walsh e Ailbhe Smyth. Os arquivos contêm recortes de imprensa sobre temas LGBT desde 1971 em adiante, uma biblioteca com mais de 250 títulos de todo mundo e todos os números das revistas LGBT publicadas na ilha da Irlanda. O arquivo também contém uma grande colecção de material audiovisual, fotografias e slides, panfletos, pósteres, insígnias, fanzines e outros elementos.
O IQA permite uma visão da história social de lesbicas e homens homossexuais na Irlanda e o contexto internacional durante um período de trinta anos. Em 16 de junho de 2008, o arquivo foi transferido oficialmente com todo seu material à Biblioteca Nacional da Irlanda. O arquivo continuará recolhendo os materiais LGBT num futuro, ainda que por enquanto não seja acessível para o público enquanto os arquiveiros documentam seu conteúdo.